# Роланд Ратценбергер
Роланд Ратценбергер (нім. Roland Ratzenberger, 4 липня 1960, Зальцбург — 30 квітня 1994, Сан-Марино) — австрійський автогонщик.
Кар'єру автогонщика розпочав у 1983 році. У 1983—1986 роках виступав у Ф-Ford-1600: переможець чемпіонату Європи, чемпіон Австрії та Німеччини 1985 року, переможець «Гонки Чемпіонів» Ф-Ford і Фестивалю Ф-Ford в Брендс-Гетчі 1986 року. У 1986 році стартував у FIA WTC. У 1987 році почав брати участь у перегонах Формули-3: найкращий результат — 5 місце в Євросерії Ф-3 (1 перемога). У 1988—1989, 1992—1993 роках брав участь у британському та японському чемпіонатах Формули-3000: найкращий результат — в японському чемпіонаті Ф-3000 1992 року (1 перемога). Паралельно в 1990—1994 роках стартував у перегонах спортпрототипів: 2 перемоги в гонках японського чемпіонату, 5 місце в 24 годинах Ле-Мана 1993 року, 3 місце в 24 години Дайтони 1992 року. На Гран-Прі Бразилії 1994 року (не пройшов кваліфікацію) дебютував у Формулі-1.
30 квітня під час кваліфікації перед Гран-Прі Сан-Марино 1994 року, на машині Роланда зламалося заднє антикрило, і автомобіль на швидкості 314 км/год вдарився у відбійник на віражі «Вільнев». Через кілька хвилин Ратценбергер, не приходячи до тями, помер від отриманих травм.

## Кар'єра
Роланд Ратценбергер народився в австрійському Зальцбурзі. Вперше опинився в центрі уваги у 1986 році, коли виграв престижний фестиваль Формули-Форд на трасі Брендс-Гетч. Після цього він опинився в Формулі-3, де провів кілька сезонів, а потім в японській Формулі-3000.
У Формулі-1 з'явився після того, як Нік Вірт несподівано покликав його пілотувати машину своєї нової команди Формули-1 — «Сімтек», яка почала виступати в 1994 році. У першій гонці сезону він не зміг кваліфікуватися, і тому його першою гонкою у Формулі-1 став Гран-прі Тихого океану в Айді, на якій він фінішував на останньому — 11-у місці.

## Загибель

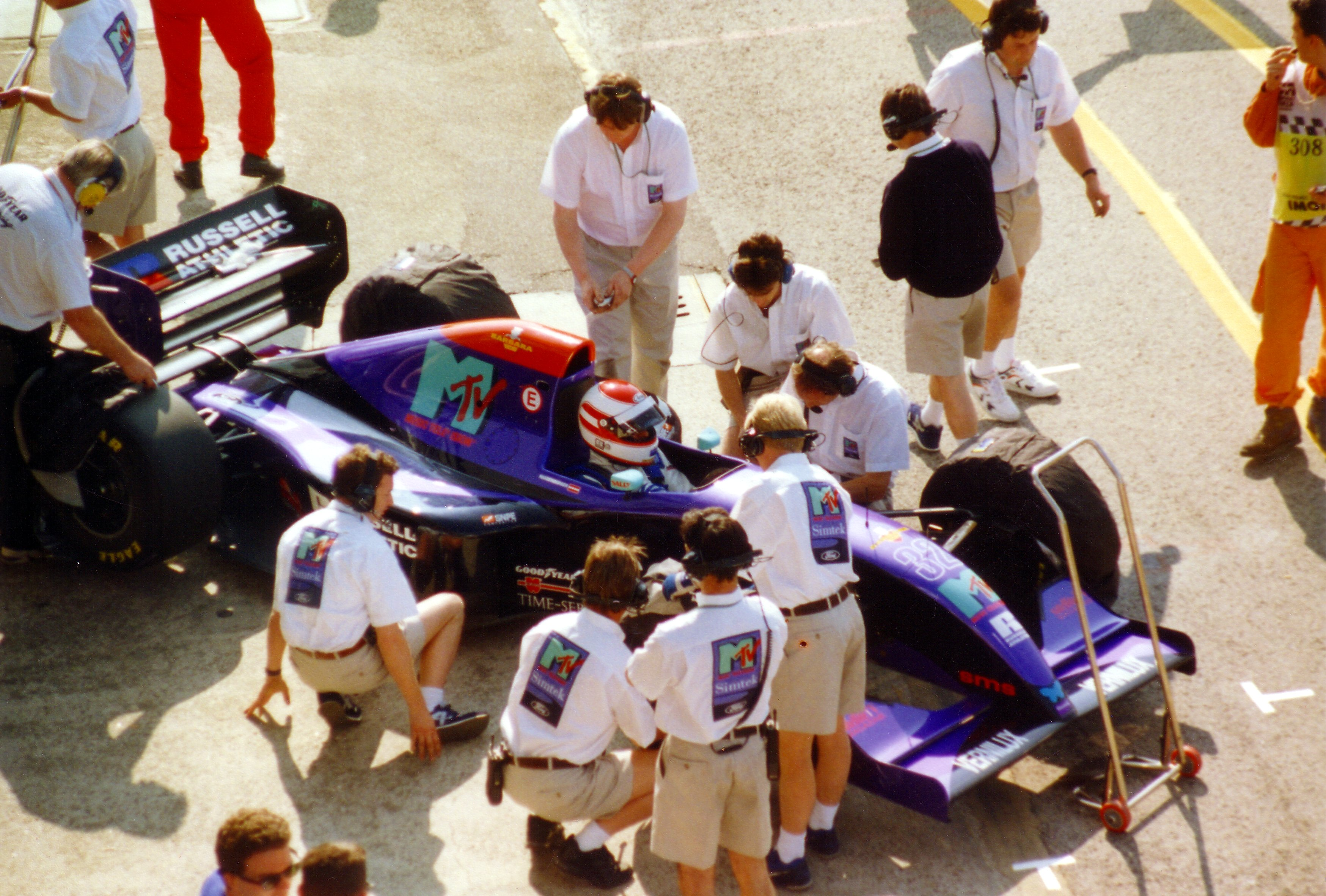
Роланд Ратценбергер був смертельно травмований у кваліфікації після аварії, яку спричинило пошкодження переднього антикрила.

Ратценбергер загинув у кваліфікації перед третім етапом сезону 1994 року, в той же вік-енд, коли загинув Айртон Сенна. На кваліфікаційному колі гонщик зробив помилку і змушений був проїхати по гравію, через що заднє антикрило його машини виявилося пошкодженим. Потім у швидкісній зв'язці «Вільнев» заднє антикрило відірвалося, машина втратила притискну силу, зірвалася з траси і на швидкості 314 км/год врізався у бетонну стіну. Удар прийшовся по дотичній, і машина, багаторазово перекинувшись, пролетіла ще близько ста метрів, при цьому Ратценбергер отримав важку травму голови. Через годину він помер, не приходячи до тями.
Ратценбергер був першим загиблим у Гран-Прі Формули-1 за 12 років, після загибелі Рікардо Палетті у 1982 році, і першим загиблим в машині Формули-1 за 8 років, після загибелі Еліо де Анджеліса у 1986 році на тестах.
Відомі слова Роланда, коли його запитали за кілька днів до смерті — чи не боїться він загинути у Формулі-1, на що він відповів, що гонки це забава і в них немає нічого небезпечного: за двісті кілометрів на південь йде війна, де гинуть люди.

## Результати виступів у Формулі-1
| Рік  | Команда         | Шасі        | Двигун  | 1       | 2      | 3   | 4   | 5   | 6   | 7   | 8   | 9   | 10  | 11  | 12  | 13  | 14  | 15  | 16  | Місце в чемпіонаті | Очки в чемпіонаті |
| ---- | --------------- | ----------- | ------- | ------- | ------ | --- | --- | --- | --- | --- | --- | --- | --- | --- | --- | --- | --- | --- | --- | ------------------ | ----------------- |
| 1994 | MTV Simtek Ford | Simtek S941 | Ford V8 | БРА НКВ | ТИХ 11 | СМР | МОН | ІСП | КАН | ФРА | ВЕЛ | НІМ | УГО | БЕЛ | ІТА | ПОР | ЄВР | ЯПО | АВС | НКЛ                | 0                 |